# Neoromicia somalica
Neoromicia somalica és una espècie de ratpenat de la família dels vespertiliònids. Viu a Benín, Botswana, Burkina Faso, el Camerun, la República Centreafricana, el Txad, el Congo, la República Democràtica del Congo, Costa d'Ivori, Eritrea, Etiòpia, Ghana, Guinea, Guinea-Bissau, Kenya, Libèria, Malawi, Namíbia, Nigèria, Ruanda, el Senegal, Sierra Leone, Somàlia, el Sudan, el Sudan del Sud, Tanzània, Togo, Uganda i Zimbàbue. Els seus hàbitats naturals són els boscos secs, les sabanes humides i els boscos de galeria. És una espècie en risc mínim, és a dir, no sembla que hi hagi cap amenaça significativa per a la seva supervivència.